# دانيال خنجي

منارة الشيخ ركن الدين دانيال خُنجي

الشيخ ركن الدين دانيال بن حسين خُنجي، المعروف بالشيخ دانيال خُنجي، هو شيخ صوفيّ زاهِد من مشاهير مدينة خنج في محافظة فارس، وقد حظي بالاحترام والتكريم في حياته وبعد وفاته في كلاً من لارستان والساحل الفارسي للخليج العربي، وقد قام ملك مملكة هرمز قطب الدين تمتهن بن طوران شاه ببناء قبة عظيمة على قبره.
وقد ذكر ابن بطوطة في رحلته عام 1332 م قبر الشيخ والمسجد الملحق به وزاره بنفسه ووصفه بـ "الشيخ الولي القطب الصالح".
وكان الشيخ دانيال خُنجي من مُعلمي الشيخ عبد السلام خنجي (1262-1345 م) وعلى الأرجح في مراحله الابتدائية وقبل سفره إلى الحجاز ومصر، وهو من خلف الشيخ دانيال بعد وفاته في قيادة الطريقة والمريدين لأهالي خنج وبر فارس.

## هامش
1. ↑  محمد أعظم بني عباسيان (1993). أحداث ووقائع بستك وخنج ولنجة ولار. ترجمة: وصفي أبو مغلي، محمد. إبراهيم بشمي (ط. الأولى). مؤسسة الأيام للصحافة والطباعة والنشر. ص. 10.